# Drslavice (Uherské Hradiště-i járás)
Drslavice település Csehországban, a Uherské Hradiště-i járásban. Drslavice Veletiny, Vlčnov, Prakšice, Nedachlebice, Hradčovice és Uherský Brod településekkel határos. Lakosainak száma 501 fő (2024. január 1.).

## Népesség
A település lakosságának változását az alábbi diagram mutatja:
| Lakosok száma | 462  | 492  | 625  | 562  | 540  | 488  | 526  | 513  | 500  | 501  |
|               | 1869 | 1890 | 1921 | 1950 | 1980 | 2001 | 2017 | 2019 | 2022 | 2024 |